# Lepadella parasitica
Lepadella parasitica är en hjuldjursart som beskrevs av Hauer 1926. Lepadella parasitica ingår i släktet Lepadella och familjen Lepadellidae. Inga underarter finns listade i Catalogue of Life.